# Brampton (Norfolk)
Pour les articles homonymes, voir Brampton.
Brampton est un village et une paroisse civile du Norfolk, en Angleterre. Il est situé dans le nord-est du comté, à une quinzaine de kilomètres au nord du centre-ville de Norwich, dans la vallée de la Bure (en). Administrativement, il relève du district de Broadland. Au recensement de 2011, il comptait 191 habitants.